# مثلجة لو
مثلجة لو أو جليدية لو أو نهر لو الجليدي (بالإنجليزية: Law Glacier)‏ () هو نهر جليدي يبلغ عرضه حوالي 10 ميل بحري (20 كـم) بين الطرف الجنوبي لسلسلة جبال الملكة إليزابيث وتلال ماك ألبين، وينحدر تدريجياً من الشرق إلى الشمال الشرقي من هضبة القطب الجنوبي إلى خشيف باودن. تم تسميته من قبل الفريق النيوزيلندي في بعثة الكومنولث إلى القارة القطبية (1956 - 1958) نسبة إلى B.R. Law، نائب رئيس لجنة بحر روس.